# Sunnitský islám

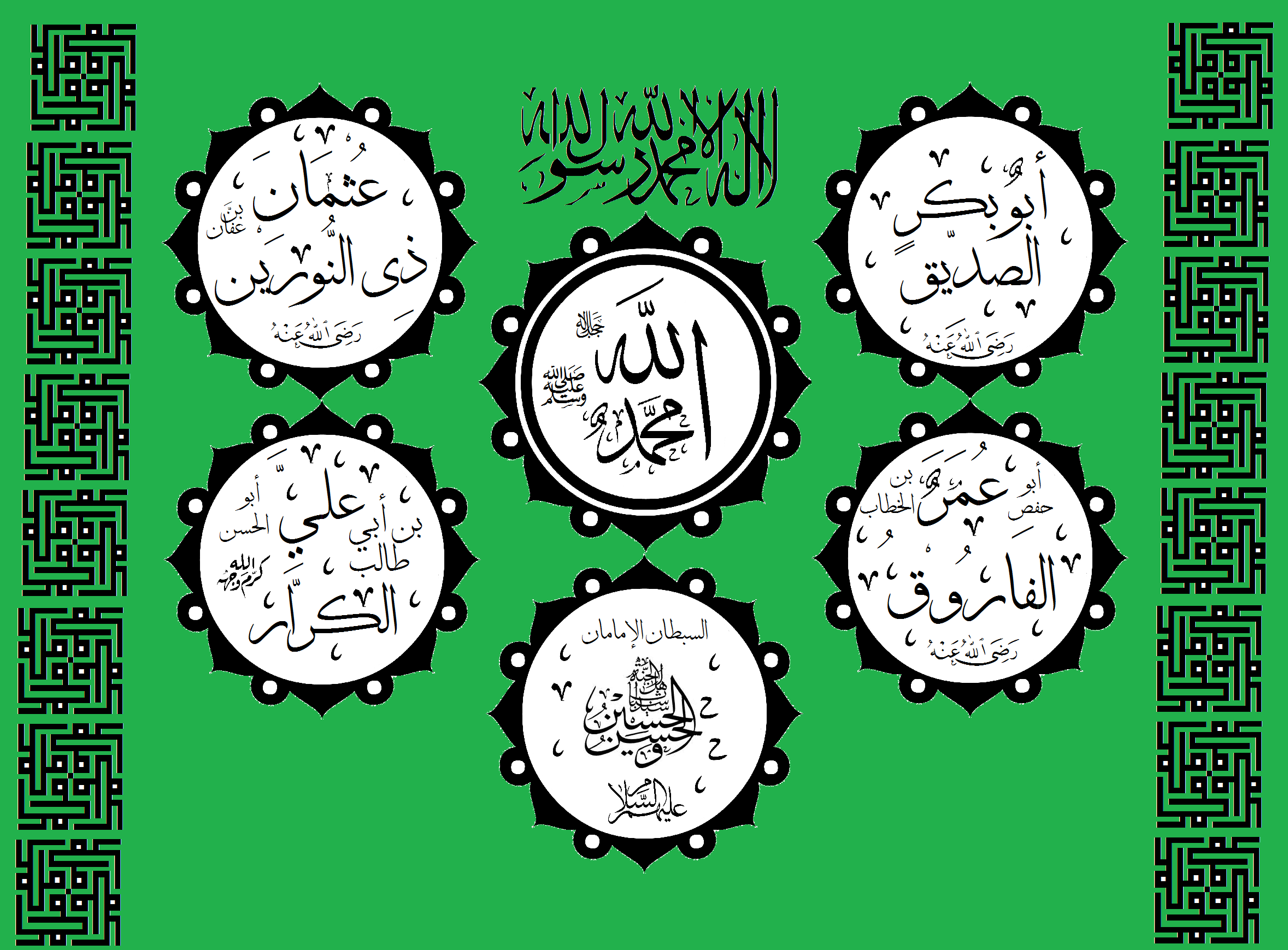
Osobnosti islámu ctěné sunnitskými muslimy vyjádřené v podobě kaligrafie

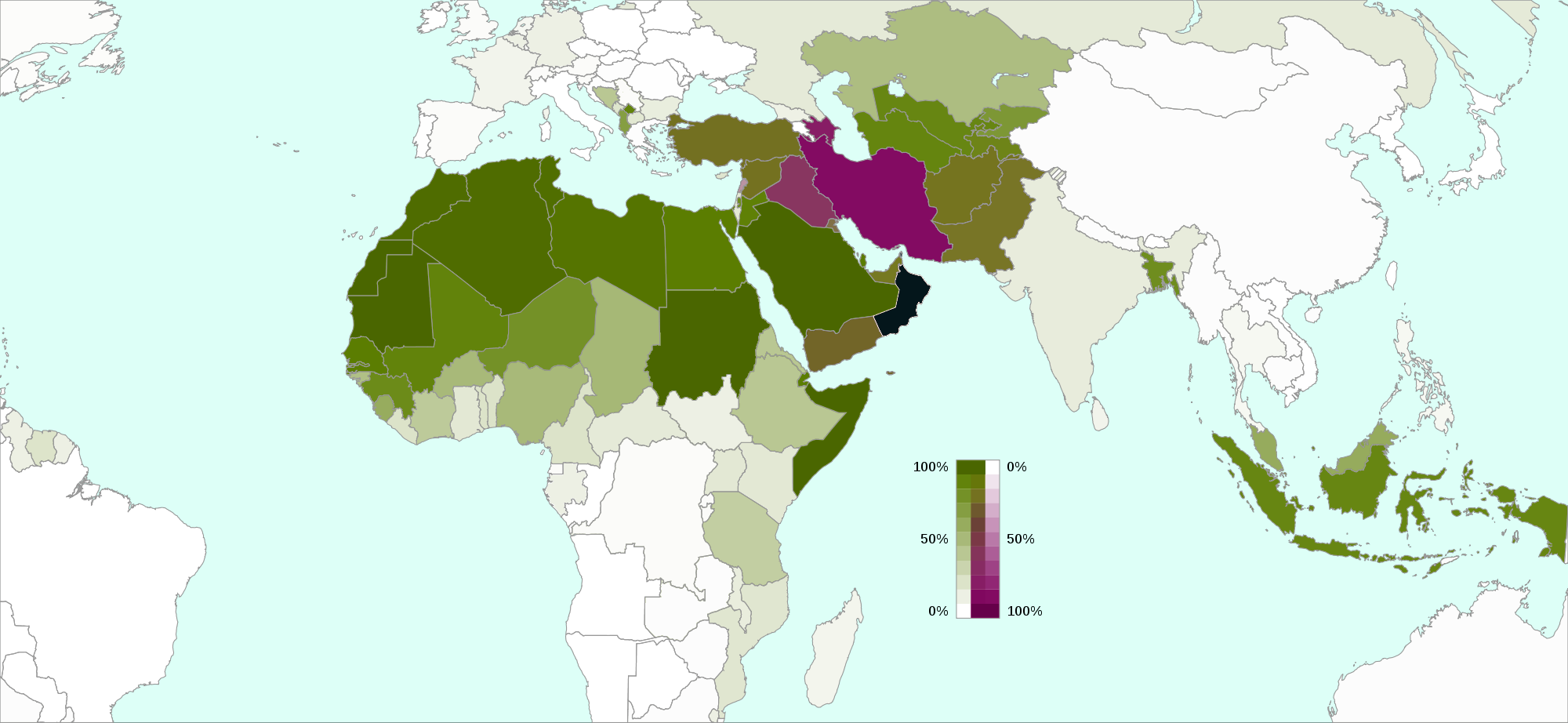
Rozšíření islámu: zeleně je vyznačen sunnitský islám, fialová barva představuje ší'itský islám a černá ibádíju islám (Omán)

Sunnitský islám, též sunna, je jedním ze dvou hlavních proudů islámu (druhým je ší'a). Stoupenci sunny se označují jako sunnité. V rámci islámského světa tvoří většinu.
Sunnité jsou muslimové, kteří po Mohamedově smrti uznali za jeho nástupce Abú Bakra a oddělili se tak od ší'itů, kteří za nástupce považovali člena jeho rodiny – zetě Alího. Sunnité tvoří 75–90 % všech muslimů. Většinu mají ve všech muslimských státech s výjimkou Iráku, Íránu, Ázerbájdžánu, Ománu a Bahrajnu. Většina muslimů žijících v evropských zemích patří rovněž k této větvi.

## Vznik sunnitů

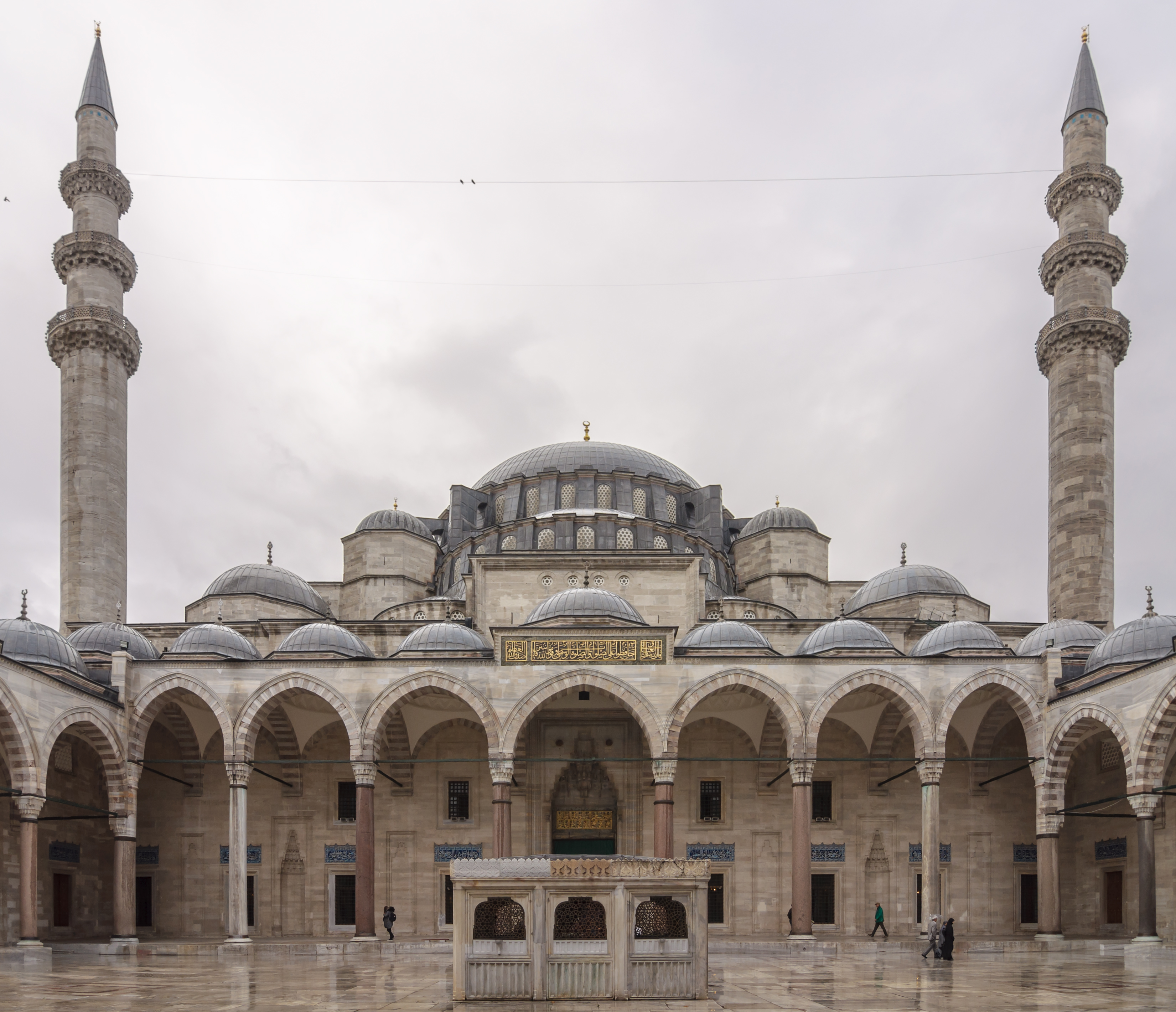
Sulejmanova mešita v tureckém Istanbulu

Označení sunnité je odvozeno od arabského slova sunna (zvyk, cesta) používaného pro způsob Mohamedova života. Sunna je označována za tzv. živý Korán a hraje velkou roli pro islámské právo a etiku. Sunna je částečně uznávána i druhou hlavní islámskou větví – ší'ity. Ti však mají vlastní sbírky hadísů (výroky a činy Mohameda) a zahrnují do nich i jednání celé jeho rodiny a nástupců.
Rozdělení muslimů na sunnity a ší'ity nebylo okamžité. Za sunnity se označují ti muslimové, kteří již od roku 632 (rok 10 podle islámského kalendáře) po smrti Mohameda uznali za jeho nástupce Abú Bakra. Jejich protipólem se stali ší'ité (z arabského ší'at Alí – strana Alího), kteří tvrdili, že titul chalífy by měl dědičně připadnout Mohamedově rodině, konkrétně jeho zeti Alímu.
Alí sám proti volbě Abú Bakra protestoval, ale nepodnikal žádné kroky k uchopení moci a nakonec jej za chalífu uznal. Ali se pak chalífou roku 656 také stal, ale již 661 byl také zavražděn cháridžovským povstalcem. K moci se dostala dědičná dynastie Umajjovců a islámské schizma bylo dovršeno.